# Календюк Іван Хрисанфович
Іван Хрисанфович Календюк (нар. 1 січня 1922 — 22 квітня 1995) — Герой Радянського Союзу (1944), у роки німецько-радянської війни командир БТР розвідувальної роти 20-ї гвардійської механізованої бригади (8-й гвардійський механізований корпус, 1-ша танкова армія, 1-й Український фронт).

## Біографія
Іван Календюк народився 1 січня 1922 року в селі Грищинці (нині — Канівський район Черкаської області України) у селянській родині. Українець.
У 1941 році закінчив сільськогосподарський технікум в місті Бобринець Кіровоградської області Української РСР.
У РСЧА з  30 червня 1941 року.
З серпня 1942 року — на фронтах німецько-радянської війни. 19 вересня 1942 року під час бойових дій на Сталінградському фронті був легко поранений.
24 березня 1944 року гвардії старший сержант командир БТР розвідроти 20-ї гвардійської механізованої бригади (8-го гвардійського механізованого корпусу 1-ї танкової армії 1-го Українського фронту) Іван Календюк вплав переправився через Дністер в районі села Устечко (Заліщицький район Тернопольської області) знищивши 2 ручних кулемети посприяв переправі підрозділу розвідників.
26 квітня 1944 року гвардії старшому сержанту Івану Календюку присвоєнозвання Героя Радянського Союзу.
У 1947 році в званні гвардії лейтенанта І.Кадендюк вийшов у запас.
У 1953 році закінчив Ленінградський інститут прикладної зоології та фізіопатології, в 1960 році — Вищу партійну школу при ЦК КП Української РСР. Працював на 2-му Петровському цукровому комбінаті.
Проживав в селищі Олександрівка Кіровоградської області. Помер 22 квітня 1995 року.

## Нагороди
І. Х. Календюк був також нагороджений орденами Леніна, Червоного Прапора, Вітчизняної війни 1 і 2 ступеня, Трудового Червоного Прапора, 2-а Червоної Зірки та медалями.

## Пам'ять
Ім'я Календюка І. Х. викарбувано на пам'ятних знаках в місті Канів Черкаської області и в селі Устечко Тернопольскої області.